# And Your Bird Can Sing
Pistes de Yesterday and Today
Act Naturally If I Needed Someone
Pistes de Revolver
Good Day Sunshine For No One
And Your Bird Can Sing est une chanson des Beatles. Écrite par le seul John Lennon, elle est cependant créditée Lennon/McCartney, comme pour tous les titres du groupe écrits par Lennon ou McCartney, en collaboration ou non. Intitulée au départ You Don't Get Me, elle est enregistrée en avril 1966, et paraît le 20 juin 1966 sur l'album américain Yesterday and Today, puis en Grande-Bretagne sur Revolver. La chanson apparaît également dans le jeu The Beatles: Rock Band.

## Genèse et analyse
And Your Bird Can Sing est une chanson typiquement psychédélique, par ses paroles décousues et insensées qui font allusion à « sept merveilles » et à un « oiseau vert » qui chante et « swingue ». Au fil du temps, en 1971 et 1980, John Lennon qualifie ce titre d'« horreur », puis de « bonne à jeter », contrairement à Paul McCartney qui la décrit comme une bonne chanson. Toutefois, plusieurs interprétations ont été proposées sur le sens que prendrait le texte.
Steve Turner, biographe, affirme que, à l'image des précédentes chansons d'amour « faites sur mesure » pour remplir un album, And Your Bird Can Sing est une improvisation psychédélique tout à fait plaisante. Selon lui, Lennon cherchait à imiter Bob Dylan en masquant les lacunes de ses vers grâce au « bluff », c'est-à-dire en rendant le texte obscur, inaccessible, de sorte qu'il ait vraiment l'air de quelque chose. Une autre interprétation est que la chanson serait un message destiné à Mick Jagger, le chanteur des Rolling Stones, en référence à sa compagne d'alors (« bird » en argot), Marianne Faithfull. 
En 2007, Jonathan Gould écrit dans son livre Can't Buy Me Love que « bird » (« oiseau ») était un mot que Frank Sinatra utilisait pour se décrire lui-même ou les autres, et que John Lennon écrivit la chanson pour critiquer un article de promotion d'un show télévisé de Sinatra qui s'attaquait aux Beatles. L'article destinait le spectacle « à ceux qui sont fatigués des bébés chanteurs portant des mottes de cheveux assez épaisses pour cacher leur melon ».

## Enregistrement
L'enregistrement a lieu les 20 et 26 avril 1966 aux studios Abbey Road. La chanson évolue 
considérablement entre premières prises et la version finale. À partir de la prise 2 (guitares et batterie sur la piste de base), dans la soirée du 20 avril, le groupe empile les overdubs (trois parties vocales de John Lennon, deux de Paul McCartney et George Harrison, tambourin, basse, guitares supplémentaires...), et durant l'un d'eux, John et Paul sont pris d'une crise de fou-rire qui sera immortalisée sur le disque Anthology 2 sorti en 1996. À la fin de cette session, il est décidé de tout recommencer
Le 26 avril, la session est lancée en ces termes confus et intraduisibles par John Lennon : « Okay boys, quite brisk, moderato, foxtrot! ». Une série de prises où les guitares restent prédominantes sont mises en boîte, et c'est sur la 10e que les overdubs de voix sont enregistrés. Le final, mélange de guitares stridentes et de basse, provient de la 6e prise, le tout étant raccordé lors du mixage de la chanson le 12 mai

### Interprètes
- John Lennon :  chant, guitare
- Paul McCartney : chœurs, basse, guitare principale
- George Harrison : guitare, chœurs
- Ringo Starr : tambourin, batterie

### Équipe technique
- George Martin : production
- Geoff Emerick :  ingénieur du son
- Phil McDonald : ingénieur du son assistant

## Parution et reprises
La chanson paraît pour la première fois sur l'album américain, Yesterday and Today près de deux mois avant de sortir en Angleterre sur l'album Revolver, le véritable album où se trouve la chanson dans la discographie officielle du groupe, et de fait n'apparaît pas sur la version écourtée américaine de ce disque.  On retrouve aussi cette chanson sur l'album compilation Tomorrow Never Knows paru exclusivement en téléchargement sur itunes en 2012.

Elle fut aussi reprise par d'autres interprètes :
- Snail sur l'album Flow (1979) ;
- The Flamin' Groovies sur Gold Star Tapes (1983) ;
- Guadalcanal Diary sur 2 x 4 (1987) ;
- The Jam sur la compilation Extras (1992) ;
- Joe Goldmark sur The Goldmark Round-up (1996) ;
- Even sur Stop and Go Man (2006) ;
- Matthew Sweet et Susanna Hoffs sur Under the Covers, vol. 1 (2006) ;
- Jim Reid des Jesus and Mary Chain sur Revolver Reloaded (2006).

### Publication en France
La chanson arrive en France en février 1967 sur la face A d'un 45 tours EP (« super 45 tours »), accompagnée  de Strawberry Fields Forever ; sur la face B figurent Penny Lane et I'm Only Sleeping. La pochette est illustrée d'un autre cliché de la séance photo qui remplaçait la « Butcher Cover » de l'album Yesterday and Today.